# Sardin
För andra betydelser, se Sardin (olika betydelser).
Sardin (Sardina pilchardus), även kallad europeisk sardin, är en fiskart som tillhör familjen sillfiskar, och som lever i saltvatten. Den är den enda arten i sitt släkte, Sardina, men det finns några andra närbesläktade fiskarter som också fångas och säljs under namnet "sardin" eller "sardiner", såsom Sardinops sagax. Tidigare förbjöd Europeiska unionen användandet av namnet "sardin" för andra arter, men denna bestämmelse har hävts varför även skarpsill numera åter saluförs som sardiner.

## Kännetecken
Sardinen har en silverglänsande, cylindrisk kropp med rundad buk. Ryggsidan är mörkare än undersidan. Unga fiskar har en mer tillplattad kroppsform än äldre fiskar. Längden för vuxna fiskar är upp till 27,5 centimeter.

## Utbredning
Arten är en viktig matfisk och fiskas i så gott som hela sitt utbredningsområde, som sträcker sig från nordöstra Atlanten och Nordsjön till kusterna utanför Senegal. Den finns också i Medelhavet och är inplanterad i Marmarasjön och Svarta havet. 

## Levnadssätt
Levnadsområdena är grunda, öppna vatten nära kuster. Arten bildar stora stim som på dagen oftast håller sig på ett djup av 25–100 meter och på natten simmar upp närmare ytan, till ett djup av 10–35 meter. Födan består av plankton, som till exempel små kräftdjur. Arten blir könsmogen vid omkring två års ålder då en längd på cirka 13–14 centimeter har uppnåtts. Livslängden kan, om inte fisken faller offer för predatorer, uppgå till 15 år. 
Lekperioden varierar i olika delar av utbredningsområdet, med en senare början på året längre norrut. Honorna lägger stora mängder ägg, uppskattningsvis cirka 50 000–60 000 stycken, som kläcks efter två till fyra dagar. Ynglen, som lever pelagiskt, är vid kläckningen cirka fyra millimeter långa.  

## Hot
Intensivt fiske kan regionalt medföra större variationen i populationens storlek (främst nära Marocko). IUCN listar arten som livskraftig (LC).